# Primož Lorenz
Primož Lorenz, slovenski pianist in pedagog, * 5. april 1942, Ljubljana, † 2. januar 2007, Ljubljana
Bil je član Tria Lorenz, najstarejše komorne skupine v Sloveniji, v kateri je igral z bratoma Tomažem in Matijo. Širši javnosti je bil poznan tudi kot organizator in idejni vodja društva Imago Sloveniae, ki skuša kulturno obuditi stara mestna jedra v Sloveniji.
Na Akademiji za glasbo v Ljubljani je študiral klavir, dirigiranje in komorno igro, od leta 1972 pa je tam tudi poučeval.

## Zasebno
Njegova sestra je bila slovenska novinarka in urednica Bernarda Jeklin. Junija 1972 se je poročil z ljubljansko manekenko Zdenko Marn.